# یوما (بازیکن فوتبال)
یوما (انگلیسی: Yuma؛ زادهٔ ۸ اکتبر ۱۹۸۵) بازیکن فوتبال اهل اسپانیا است.
از باشگاه‌هایی که در آن بازی کرده‌است می‌توان به باشگاه فوتبال فوئنلابرادا و باشگاه فوتبال رایو وایکانو اشاره کرد.